# نوردایش (نوردن)
نوردایش (به آلمانی: Norddeich) یک منطقهٔ مسکونی در آلمان است که در نوردن واقع شده‌است. نوردایش ۱٬۷۳۴ نفر جمعیت دارد.